# 大石斉治

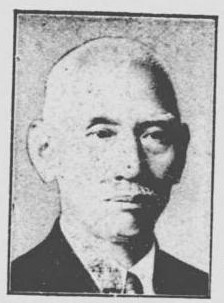
大石斉治

大石 斉治（齊治、おおいし さいじ、1875年（明治8年）2月27日 - 1952年（昭和27年）3月13日）は、明治から昭和時代の政治家。大日本帝国陸軍軍人。衆議院議員。

## 経歴
大石喜三右衛門の長男として、富山県射水郡、のちの氷見郡氷見町（現氷見市）に生まれる。1917年（大正6年）家督を相続する。1893年（明治26年）石川県農学校本科を卒業し、実業学校教員資格検定試験に合格した。日露戦争に従軍し、陸軍歩兵中尉に進んだ。
農業に従事する傍ら、富山県農学校教諭、郡立上伊那甲種農学校教諭兼舎監、徳島県立農業学校教諭、富山県郡立農学校長校長兼教諭を歴任した。
また、氷見町会議員、富山県会議員、高岡市助役、在郷軍人会氷見郡連合分会長、土木会議員、大政翼賛会高岡市支部常務、富山県農会幹事を務めた。
1942年（昭和17年）4月の第21回衆議院議員総選挙では富山県第2区から翼賛政治体制協議会推薦で出馬し当選。衆議院議員を1期務めた。在任中は翼賛政治会政調厚生、農林兼務委員を務めた。戦後、公職追放となった。